# Equennes Churchyard
Equennes Churchyard is een begraafplaats gelegen in de Franse plaats Équennes-Éramecourt (Somme). De militaire graven worden onderhouden door de Commonwealth War Graves Commission.
De begraafplaats telt 7 geïdentificeerde Gemenebest graven uit de Tweede Wereldoorlog.